# Vânători (Galați)
Vânători is een Roemeense gemeente in het district Galați.
Vânători telt 4468 inwoners.